# Artur Mas
Artur Mas i Gavarró (ur. 31 stycznia 1956 w Barcelonie, Katalonia) – hiszpański polityk narodowości katalońskiej, przewodniczący Konwergencji i Unii, sekretarz generalny Konwergencji Demokratycznej Katalonii (CDC), premier Katalonii (2001–2003), przewodniczący opozycji centroprawicowej w lokalnym parlamencie (2004–2010). Od 23 grudnia 2010 do 10 stycznia 2016 prezydent Generalitat.

## Życiorys
Uzyskał licencjat z dziedziny ekonomii i nauki o przedsiębiorczości. Od 1987 do 1995 zatrudniony w urzędzie miejskim w Barcelonie. W 1995 po raz pierwszy dostał się do Parlamentu Katalonii z listy Konwergencji i Unii. W tym samym roku został mianowany ministrem ds. polityki regionalnej i prac publicznych w gabinecie (prezydenturze) Jordi Pujola. Dwa lata później Jordi Pujol przyznał mu resort gospodarki i finansów, a w styczniu 2001 awansował na premiera Katalonii (kat. Conseller en Cap de la Generalitat de Catalunya), funkcję tę pełnił do przegranych przez CiU wyborów w listopadzie 2003. W styczniu 2002 został ogłoszony kandydatem na prezydenta Katalonii w miejsce Pujola, jednak w wyborach z jesieni 2003 CiU nie uzyskała większości absolutnej ani samodzielnie, ani w sojuszu z PP, i musiała przejść do opozycji wobec rządów centrolewicy. W maju 2004 został wybrany liderem opozycji w Parlamencie Katalonii przez prezydenta Generalitat Pasquala Maragalla. W listopadzie 2006 otwierał listę CiU w przedterminowych wyborach do Parlamentu Katalonii, po tym jak rozpadła się trójpartyjna koalicja lewicowa rządząca wspólnotą, jednak mimo sukcesu wyborczego CiU i klęski PSC centroprawica nie zdołała powrócić do władzy. W wyborach parlamentarnych 2010 CiU uzyskała większość, a Artur Mas został wybrany 129 w historii prezydentem Generalitat.
W listopadzie 2000 na XI kongresie Konwergencji Demokratycznej w Cornellà de Llobregat został wybrany sekretarzem generalnym CDC. Funkcję utrzymał podczas kongresów w 2004 i 2008. Od grudnia 2001 pełni również obowiązki przewodniczącego koalicyjnego bloku centroprawicowego Konwergencji i Unii.